# Puchar Sześciu Narodów 2015
Puchar Sześciu Narodów 2015 (2015 Six Nations Championship, a także od nazwy sponsora turnieju, Royal Bank of Scotland – 2015 RBS 6 Nations) – szesnasta edycja Pucharu Sześciu Narodów, corocznego turnieju w rugby union rozgrywanego pomiędzy sześcioma najlepszymi zespołami narodowymi półkuli północnej. Turniej odbył się pomiędzy 6 lutego a 21 marca 2015 roku.
Wliczając turnieje w poprzedniej formie, od czasów Home Nations Championship i Pucharu Pięciu Narodów, była to 121. edycja tych zawodów. W turnieju brały udział reprezentacje narodowe Anglii, Francji, Irlandii, Szkocji, Walii i Włoch.
Rozkład gier opublikowano w kwietniu 2013 roku, po raz pierwszy od edycji 2011 mecz otwarcia planując na piątek. Sędziowie spotkań zostali wyznaczeni 9 grudnia 2014 roku, ze zmianami ogłoszonymi na początku marca 2015 roku. Triumfatorzy zawodów po raz pierwszy otrzymali nowe trofeum.
Trzy zespoły przystępowały do ostatniej kolejki z sześcioma punktami za trzy zwycięstwa i porażkę – uszeregowane według ówczesnej różnicy punktów były to Anglia, Irlandia i Walia. Zwycięstwo którejkolwiek z nich przy porażce pozostałych dawało jej zwycięstwo w turnieju, w przypadku gdy zwycięstwa odniosłyby dwie lub wszystkie trzy, o tytule decydowałaby różnica punktów, a przy braku rozstrzygnięcia większa liczba zdobytych przyłożeń. Czysto matematyczne szanse zachowali też Francuzi, którym do triumfu potrzebne byłoby ośmiopunktowe zwycięstwo nad Anglią przy porażkach pozostałych dwóch faworytów.
Podobnie jak w poprzedniej edycji sprawa tytułu rozstrzygnęła się dopiero w ostatnim meczu zawodów. Widzowie w finałowym dniu obejrzeli trzy emocjonujące pojedynki, które pobiły kilka rekordów turnieju – w tym dla największej liczby punktów (221) i przyłożeń (27) w jednej kolejce. Swoje pretensje do końcowego triumfu zgłosili Walijczycy, którzy przystępowali do meczu z Włochami z najsłabszym bilansem spośród trójki faworytów. Mimo zaledwie jednopunktowego prowadzenia do przerwy, w drugiej zdobyli aż siedem przyłożeń, w tym hat-trick George’a Northa, czym ustawili pułap dla Irlandczyków na wygraną ponad dwudziestoma punktami. Walczący jedynie o uniknięcie drewnianej łyżki Szkoci nie dali rady rywalom, choć w pierwszej połowie pozwolili rywalom na maksymalnie dziesięciopunktową przewagę. Ostatecznie zatem Irlandczycy zwyciężyli trzydziestoma punktami, lecz w samej końcówce rozmiary porażki mógł zmniejszyć Stuart Hogg, który jednak upuścił piłkę na polu punktowym po szarży Jamiego Heaslipa. Oznaczało to, iż Anglicy na Twickenham Stadium musieli wygrać różnicą dwudziestu sześciu punktów z Francuzami, którzy do tej pory w turnieju stracili jedynie dwa przyłożenia. Anglicy prowadzili w pierwszych minutach meczu po akcji za siedem punktów, w połowie pierwszej części spotkania przegrywali z Francuzami już ośmioma punktami, do przerwy zdobyli jednak kolejne dwadzieścia. Druga połowa meczu to dalszy ciąg festiwalu przyłożeń – na trzy francuskie czterema odpowiedzieli Anglicy, dwudziestopunktowa wygrana nie wystarczyła jednak na przeskoczenie w klasyfikacji końcowej Irlandczyków, którzy tym samym obronili tytuł sprzed roku. Najwięcej punktów w turnieju zdobył George Ford, zaś w klasyfikacji przyłożeń z czterema zwyciężył Jonathan Joseph. Z grona dwunastu zawodników wytypowanych przez organizatorów za najlepszego został uznany kapitan Irlandczyków, Paul O’Connell.
Podczas zawodów pięćdziesiąte występy na narodowej reprezentacji zaliczyli Sam Warburton, Nick Easter, Jonathan Sexton, Cian Healy i Dan Cole, dodatkowo w setnym meczu w kadrze, jako czwarty Irlandczyk, wystąpił Paul O’Connell. Sergio Parisse swym sto dwunastym meczem pobił włoski rekord Marco Bortolamiego, a George North został najmłodszym w historii zawodnikiem, który zagrał w pięćdziesięciu testmeczach.
W kwietniu 2015 roku World Rugby opublikowała statystyki tej edycji.

## Uczestnicy
| Zespół   | Stadion            | Miasto   | Trener               | Kapitan                            |
| -------- | ------------------ | -------- | -------------------- | ---------------------------------- |
| Anglia   | Twickenham         | Londyn   | Stuart Lancaster     | Chris Robshaw                      |
| Francja  | Stade de France    | Paryż    | Philippe Saint-André | Thierry Dusautoir                  |
| Irlandia | Aviva Stadium      | Dublin   | Joe Schmidt          | Paul O’Connell                     |
| Szkocja  | Murrayfield        | Edynburg | Vern Cotter          | Greig Laidlaw                      |
| Walia    | Millennium Stadium | Cardiff  | Warren Gatland       | Sam Warburton                      |
| Włochy   | Stadio Olimpico    | Rzym     | Jacques Brunel       | Sergio Parisse Leonardo Ghiraldini |

## Mecze

### Tydzień 1
| 6 lutego 201520:05 | Walia                                        | 16:21(16:8) | Anglia                                    | Millennium Stadium, Cardiff Widzów: 73 815 Sędzia: Jérôme Garcès |
| 6 lutego 201520:05 | Halfpenny 8 (pd 2K) Webb 5 (P) Biggar 3 (dg) | 16:21(16:8) | Watson 5 (P) Ford 11 (pd 3K) Joseph 5 (P) | Millennium Stadium, Cardiff Widzów: 73 815 Sędzia: Jérôme Garcès |
| 6 lutego 201520:05 | Cuthbert                                     | 16:21(16:8) |                                           | Millennium Stadium, Cardiff Widzów: 73 815 Sędzia: Jérôme Garcès |

| 7 lutego 201515:30 | Włochy        | 3:26(3:9) | Irlandia                                                       | Stadio Olimpico, Rzym Widzów: 57 700 Sędzia: Pascal Gaüzère |
| 7 lutego 201515:30 | Haimona 3 (K) | 3:26(3:9) | Keatley 14 (pd 4K) Murray 5 (P) O’Donnell 5 (P) Madigan 2 (pd) | Stadio Olimpico, Rzym Widzów: 57 700 Sędzia: Pascal Gaüzère |
| 7 lutego 201515:30 | Ghiraldini    | 3:26(3:9) |                                                                | Stadio Olimpico, Rzym Widzów: 57 700 Sędzia: Pascal Gaüzère |

| 7 lutego 201518:00 | Francja       | 15:8(9:8) | Szkocja                         | Stade de France, Saint-Denis Widzów: 80 000 Sędzia: Nigel Owens |
| 7 lutego 201518:00 | Lopez 15 (5K) | 15:8(9:8) | Laidlaw 3 (K) Dougie Fife 5 (P) | Stade de France, Saint-Denis Widzów: 80 000 Sędzia: Nigel Owens |
| 7 lutego 201518:00 | Beattie       | 15:8(9:8) |                                 | Stade de France, Saint-Denis Widzów: 80 000 Sędzia: Nigel Owens |

### Tydzień 2
| 14 lutego 201514:30 | Anglia                                                                                        | 47:17(15:5) | Włochy                                    | Twickenham Stadium, Londyn Widzów: 82 061 Sędzia: John Lacey |
| 14 lutego 201514:30 | Ford 15 (3pd 3K) Vunipola 5 (P) Joseph 10 (2P) B. Youngs 5 (P) Cipriani 7 (P pd) Easter 5 (P) | 47:17(15:5) | Morisi 10 (2P) Parisse 5 (P) Allan 2 (pd) | Twickenham Stadium, Londyn Widzów: 82 061 Sędzia: John Lacey |

| 14 lutego 201517:00 | Irlandia                     | 18:11(12:6) | Francja                       | Aviva Stadium, Dublin Widzów: 50 000 Sędzia: Wayne Barnes |
| 14 lutego 201517:00 | Sexton 15 (5K) Madigan 3 (K) | 18:11(12:6) | Lopez 6 (2K) Taofifénua 5 (P) | Aviva Stadium, Dublin Widzów: 50 000 Sędzia: Wayne Barnes |
| 14 lutego 201517:00 | Best                         | 18:11(12:6) | Papé                          | Aviva Stadium, Dublin Widzów: 50 000 Sędzia: Wayne Barnes |

| 15 lutego 201515:00 | Szkocja                                                  | 23:26(10:16) | Walia                                         | Murrayfield Stadium, Edynburg Widzów: 67 144 Sędzia: Glen Jackson |
| 15 lutego 201515:00 | Hogg 5 (P) Laidlaw 11 (pd 3K) Welsh 5 (P) Russell 2 (pd) | 23:26(10:16) | Halfpenny 16 (2pd 4K) Webb 5 (P) Davies 5 (P) | Murrayfield Stadium, Edynburg Widzów: 67 144 Sędzia: Glen Jackson |
| 15 lutego 201515:00 | Russell                                                  | 23:26(10:16) | Davies                                        | Murrayfield Stadium, Edynburg Widzów: 67 144 Sędzia: Glen Jackson |

### Tydzień 3
| 28 lutego 201514:30 | Szkocja                          | 19:22(16:15) | Włochy                                                                       | Murrayfield Stadium, Edynburg Widzów: 62 188 Sędzia: George Clancy |
| 28 lutego 201514:30 | Laidlaw 14 (pd 4K) Bennett 5 (P) | 19:22(16:15) | Furno 5 (P) Haimona 5 (pd K) Venditti 5 (P) Allan 2 (pd) 1 karne przyłożenie | Murrayfield Stadium, Edynburg Widzów: 62 188 Sędzia: George Clancy |
| 28 lutego 201514:30 | Toolis · Watson                  | 19:22(16:15) |                                                                              | Murrayfield Stadium, Edynburg Widzów: 62 188 Sędzia: George Clancy |

| 28 lutego 201518:00 | Francja                     | 13:20(3:6) | Walia                          | Stade de France, Saint-Denis Widzów: 80 000 Sędzia: Jaco Peyper |
| 28 lutego 201518:00 | Lopez 8 (pd 2K) Dulin 5 (P) | 13:20(3:6) | Halfpenny 15 (5K) Biggar 5 (P) | Stade de France, Saint-Denis Widzów: 80 000 Sędzia: Jaco Peyper |

| 1 marca 201515:00 | Irlandia                        | 19:9(9:3) | Anglia         | Aviva Stadium, Dublin Widzów: 51 500 Sędzia: Craig Joubert |
| 1 marca 201515:00 | Sexton 14 (pd 4K) Henshaw 5 (P) | 19:9(9:3) | Ford 9 (dg 2K) | Aviva Stadium, Dublin Widzów: 51 500 Sędzia: Craig Joubert |

### Tydzień 4
| 14 marca 201514:30 | Walia                                          | 23:16(15:9) | Irlandia                              | Millennium Stadium, Cardiff Widzów: 70 500 Sędzia: Wayne Barnes |
| 14 marca 201514:30 | Halfpenny 15 (5K) Biggar 3 (dg) Williams 5 (P) | 23:16(15:9) | Sexton 11 (pd 3K) 1 karne przyłożenie | Millennium Stadium, Cardiff Widzów: 70 500 Sędzia: Wayne Barnes |
| 14 marca 201514:30 | Warburton · Davies                             | 23:16(15:9) |                                       | Millennium Stadium, Cardiff Widzów: 70 500 Sędzia: Wayne Barnes |

| 14 marca 201517:00 | Anglia                                       | 25:13(10:13) | Szkocja                         | Twickenham Stadium, Londyn Widzów: 82 000 Sędzia: Romain Poite |
| 14 marca 201517:00 | Joseph 5 (P) Ford 15 (P 2pd 2K) Nowell 5 (P) | 25:13(10:13) | Bennett 5 (P) Laidlaw 8 (pd 2K) | Twickenham Stadium, Londyn Widzów: 82 000 Sędzia: Romain Poite |

| 15 marca 201516:00 | Włochy                                                                         | 0:29(0:9) | Francja | Stadio Olimpico, Rzym Widzów: 52 000 Sędzia: JP Doyle |
| 15 marca 201516:00 | Lopez 6 (2K) Spedding 3 (K) Plisson 10 (2pd 2K) Maestri 5 (P) Bastareaud 5 (P) | 0:29(0:9) |         | Stadio Olimpico, Rzym Widzów: 52 000 Sędzia: JP Doyle |

### Tydzień 5
| 21 marca 201513:30 | Włochy                                                     | 20:61(13:14) | Walia | Stadio Olimpico, Rzym Widzów: 65 827 Sędzia: Chris Pollock |
| 21 marca 201513:30 | Haimona 3 (K) Orquera 7 (2pd K) Venditti 5 (P) Sarto 5 (P) | 20:61(13:14) | Halfpenny 6 (2K) Roberts 5 (P) Biggar 15 (6pd K) L. Williams 5 (P) North 15 (3P) Webb 5 (P) Warburton 5 (P) S. Williams 5 (P) | Stadio Olimpico, Rzym Widzów: 65 827 Sędzia: Chris Pollock |
| 21 marca 201513:30 | Masi · Geldenhuys                                          | 20:61(13:14) | | Stadio Olimpico, Rzym Widzów: 65 827 Sędzia: Chris Pollock |

| 21 marca 201514:30 | Szkocja                        | 10:40(10:20) | Irlandia                                                                      | Murrayfield Stadium, Edynburg Widzów: 67 225 Sędzia: Jérôme Garcès |
| 21 marca 201514:30 | Laidlaw 5 (pd K) Russell 5 (P) | 10:40(10:20) | O’Connell 5 (P) Sexton 18 (3pd 4K) O’Brien 10 (2P) Payne 5 (P) Madigan 2 (pd) | Murrayfield Stadium, Edynburg Widzów: 67 225 Sędzia: Jérôme Garcès |
| 21 marca 201514:30 | Cross                          | 10:40(10:20) |                                                                               | Murrayfield Stadium, Edynburg Widzów: 67 225 Sędzia: Jérôme Garcès |

| 21 marca 201517:00 | Anglia                                                                             | 55:35(27:15) | Francja | Twickenham Stadium, Londyn Widzów: 82 319 Sędzia: Nigel Owens |
| 21 marca 201517:00 | B. Youngs 10 (2P) Ford 25 (P 7pd 2K) Watson 5 (P) Nowell 10 (2P) B. Vunipola 5 (P) | 55:35(27:15) | Plisson 7 (2pd K) Tillous-Borde 5 (P) Nakaitaci 5 (P) Mermoz 5 (P) Kockott 3 (K) Debaty 5 (P) Kayser 5 (P) | Twickenham Stadium, Londyn Widzów: 82 319 Sędzia: Nigel Owens |
| 21 marca 201517:00 | Haskell                                                                            | 55:35(27:15) | | Twickenham Stadium, Londyn Widzów: 82 319 Sędzia: Nigel Owens |